# Gondoliera in e-mineur
Gondoliera is een compositie van Frank Bridge uit 1907. Het is een werkje in allegretto moderato voor viool en piano. De eerste uitvoering vond plaats op 6 april 1908 in de Bechstein Hall, samen met Morceau characteristique voor eenzelfde duobezetting. Uitvoerenden waren May Harrison en Hamilton Harty. Later werd het bewerkt voor altviool en piano.

## Discografie
- Uitgave Naxos : Eniko Magyar (altviool) en Tadashi Imai (piano